# Маредид ап Райн Дремрит
Маредид ап Райн (валл. Maredydd ap Rhein; умер до 560 года) — король Демета в середине VI века.

## Биография
Маредид - принц из королевства Брихейниог был одним из нескольких сыновей Райн Дремрида. Ригенеу ап Райн, его старший брат, унаследовал Брихейниог. 
С титулом король Рейнуга, он упоминается в «Жизни Св. Кадога» как Margeduð, rex Reinuc. Он пришёл в Гвинлуг с сильной армией, чтобы властвовать над страной. Он приказал своим людям собирать добычу, и они окружили сто волов. Среди них был толстый бык, принадлежавший горожанам Святого Кадока. Солдаты зарезали его для еды, но отказывались приготовить. В результате король приказал вернуть всех волов своим хозяевам, которые хвалили Бога за его драгоценного слугу Кадока. Больше нет упоминаний о Маредиде. По мнению Питер Бартрума, нет никаких других указаний на то, что это произошло во время жизни Святого Кадока, так что это событие не может быть датировано. Рейнуг, вероятно, является регионом, в том числе, или частью Брихейниога.
Позже, Маредид, уже, как король Диведа, упоминается в уведомлении, приложенного к «Жизни Св. Тейло» в Книге Лландава : «Маргетуд, сын Рейна, король региона Деметики, чрезвычайно возбуждённый яростью и жестокостью, убил Гуфрира, человека святого Телиавуса, пребывая в убежище Бога и перед его жертвенником». Во искуплении совершенного, Маредид, сделал передачу Mainaur Brunus для Тейло (имеется в виду Лландейло Рунус в Лланегуаде, что в Истрад-Тиви).